# 聯合國家統一陣線
聯合國家統一陣線（法語：Front d'Union Nationale），又稱越南國民黨戰線（英語：Front of the Nationalist Parties for Vietnam），1945年稱為越國會，是越南二十世纪早期一个争取越南脱离法国统治的革命政党與越南国会的前身。

## 歷史

### 越南國民黨戰線
1945年「八月革命」，胡志明在河内發表《獨立宣言》，宣佈越南從「日寇」奪回政權、廢除君主制、脫離法國統治，建立越南民主共和国（北越）。但越南民主共和國政府未能有效控制全國。二戰結束後，盟軍決定由中華民國接管越南在北緯16度以北地區，以南由英國接管。其後，法國有意重建殖民統治，回到南越。
日本二戰投降之後，越南南北分別由英軍和中華民國軍隊佔領。在中華民國的支持下，越南共產黨與越南國民黨合作組成了北越的第一屆內閣。南部的英軍則逐步將接管區歸還印度支那原宗主國法國。法國與北越交涉後，法國同意北越以法蘭西聯盟的成員身份獨立，卻不願意讓越南統一。兩者對立引發了第一次印度支那戰爭。
另一方面，儘管中國國民政府成為同盟國代表，前來解放日佔越南，北越民族主義高漲的情況下反中情緒濃厚，認為可先利用與法國合作擺脫中國勢力，而法國戴高樂政府並不願承認北越獨立，但基於合作需要，乃與北越在1946年3月達成妥協，法國容許北越是印度支那聯邦、法蘭西聯邦內「擁有自己的政府」國家，而北越則允許法軍前往河內取代中國軍隊，並在將來透過投票決定法軍應否撤出越南。
1946年1月6日，越南全国选民投票选出333名国会代表。1946年3月2日，第一届国会召开第一次会议，决定不经选举补充70名海外代表。結果，第一届国会包括403名代表。这是东南亚地区第一个国会，也是殖民地争取独立后的第一个国会。第一届国会第一次会议出常务委员会。其包括15名正式委员，3名候补委员，由阮文素为主任。国会还选出由胡志明为主席、阮海臣为副主席的抗战联合政府。政府的部长其中包括：
| 職稱                         | 姓名     |
| ---------------------------- | -------- |
| 外交部部长                   | 阮祥三   |
| 内务部部长                   | 黃叔沆   |
| 经济部部长                   | 周伯凤   |
| 财政部部长                   | 黎文献   |
| 国防部部长                   | 潘英     |
| 社会部兼卫生救济和劳动部部长 | 张庭知   |
| 教育部部长                   | 邓台梅   |
| 司法部部长                   | 武庭槐   |
| 交通公路部部长               | 陈登科   |
| 耕农部部长                   | 蒲春律   |
| 最高顾问团顾问               | 阮福永瑞 |
| 抗战委员会主席               | 武元甲   |
| 抗战委员会副主席             | 武鸿卿   |

1946年3月6日，政府、抗战委员会和国会常委会成员联席会议一致同意胡志明主席率领的越南代表团与法国政府代表签署《“3.6”初步协议》。1946年7月6日至9月13日，由范文同为团长的越南民主共和国政府代表团赴法出席在巴黎枫丹白露召开的越法正式谈判。1946年9月14日，胡志明主席与法国政府代表签署《“9.14”临时协约》。 
1946年春，法国政府任命著名将领勒克莱尔为东方远征军司令，决心以武力恢复殖民秩序。1946年5月初，中华民国国民革命军全部撤出越南，法国军队开始接管越南北方。1946年7月6日，越南独立同盟会与法国政府在法国枫丹白露开始谈判。9月14日，双方签订临时协定，但是法国无意守约。
1946年11月26日，法国舰队轰炸了海防，造成2000人死亡，4000多伤。12月19日法国向越南民主共和国宣战。

### 聯合國家統一陣線
1946年11月20日，法国军队向越南独立同盟会发出最后通牒，要求越盟军撤出海防。1946年11月24日，法国军舰和炮兵开始炮轰海防，随后越盟同意了停火协议并撤出了海防，但不久又派出军队骚扰海防。随后越盟与法国开始了游击战。越盟军兵员素质、作战经验和武器装备等均差，处处被法军压制，原本与越盟军并肩作战的高台教、和好教等宗教团体也纷纷转向投法。
1947年2月法國重奪河內，迫使越盟退進叢林展開游擊戰。為削弱胡志明在越南的影響力，法屬印度支那當局支持遜帝保大出山以扶植本地政府。
1948年6月5日，《下龍灣協定》許諾創建統一的越南政府以取代法蘭西聯盟所屬的東京（北部）和安南（中部），以及印度支那聯邦（後者包含相鄰的寮王國和柬埔寨王國）。然而南圻的狀況有所不同。作為殖民地暨自治共和國，南圻通過當地議會表決而與越南其他地區合併，繼而獲得法國國民議會批准。在這段過渡時期內，以阮文春為首的越南臨時中央政府宣告成立，而保大在就任國長之前還在等待國家統一。

## 組織
- 執行委员會：陳仲金，阮海臣，阮文森，阮祥三，陳琨（陳文宣），劉德忠

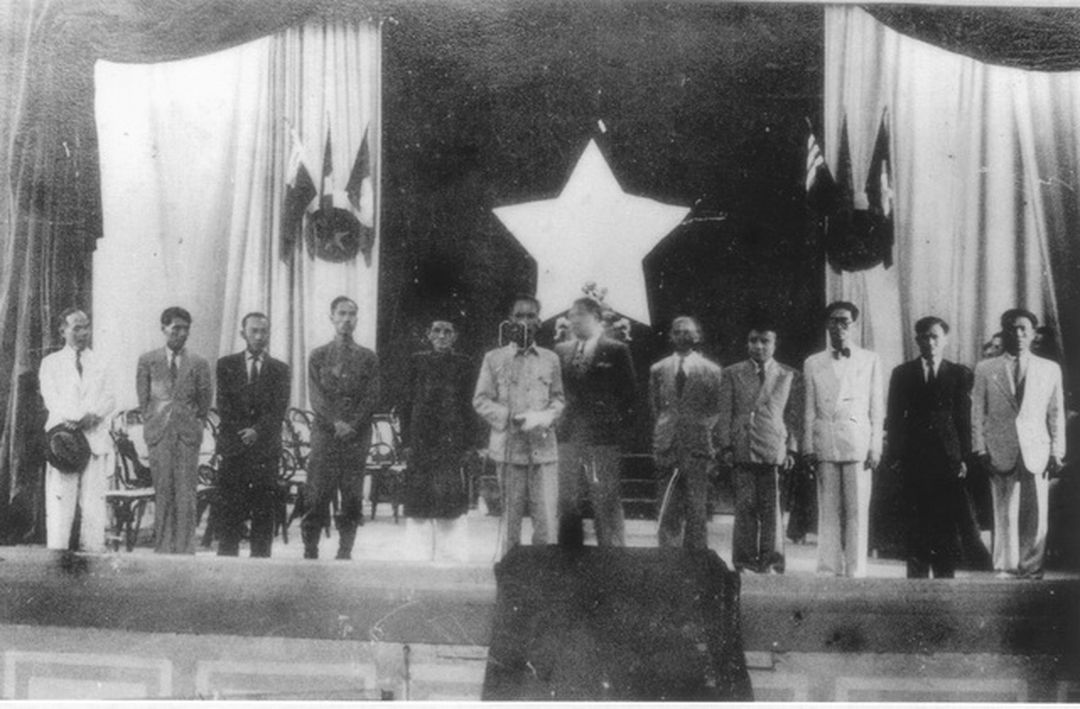
1946年3月2日“民族大團結”臨時革命政府出道同胞國民在河內大劇院。

| 初期參加（國民黨戰線） - 大越國民黨 - 新越南國民黨 - 大越民政黨 - 越南國民黨南義支部 - 大越國家社會黨有些人 | 後期參加（國家戰線） - 越南革命同盟會 - 越南社會民主黨 - 越南國家青年團 - 越南民眾聯團 - 高臺教團 - 越南淨土居士佛會 - 越南公教聯團 | 越南國民黨海外辦事處 - 越南國民革命黨 - 大越維民革命黨 - 中華安南革命聯盟與中越革命聯軍 | 越南國民軍 - 第一戰區 - 第二戰區 - 第三戰區 - 第四戰區 - 第五戰區 - 第六戰區 - 第七戰區 | 民軍第三師團 - 黃龍黨 - 越南國家黨 - 越南愛國團 |

## 文化
- 《在哪裡愛已死》（Nơi tình yêu đã chết）：1993年電影，越南國家電視台。
- 《花叢》（Lũy hoa）：1996年話劇，越南國家劇院。
- 《與首都永遠活在一起》（Sống mãi với thủ đô）：1996年電影，河內視聽公司和越南電影製片公司。
- 《46年冬天河内》（Hà Nội mùa đông năm 46）：1997年電影，越南電影製片公司。
- 《情報將軍和兩個妻子》（Vị tướng tình báo và hai bà vợ）：2002年電影，胡志明市電視電影製片廠。
- 《皇宮的黃昏》（Ngọn nến hoàng cung）：2004年電影，胡志明市電視電影製片廠。
- 《第一個秋天》（Mùa thu đầu tiên）：2005年電影，越南電影製片公司。
- 《黃明道》（Con đường sáng）：2006年電影，河內廣播電視台。
- 《情報女人》（Người nữ tình báo）：2007年電影，興安省廣播電視台和作家會電影製片廠。[來源請求]
- 《獨眼將軍阮平》（Độc nhãn tướng quân Nguyễn Bình）：2011年電影，奎宿电影制公司和胡志明市電視電影製片廠。
- 《河城正氣歌》（Bản hùng ca Hà Nội）：2020年話劇，越南國家劇院。
- 《停留人們》（Những người ở lại）：2020年話劇，河內戲劇電影大學。

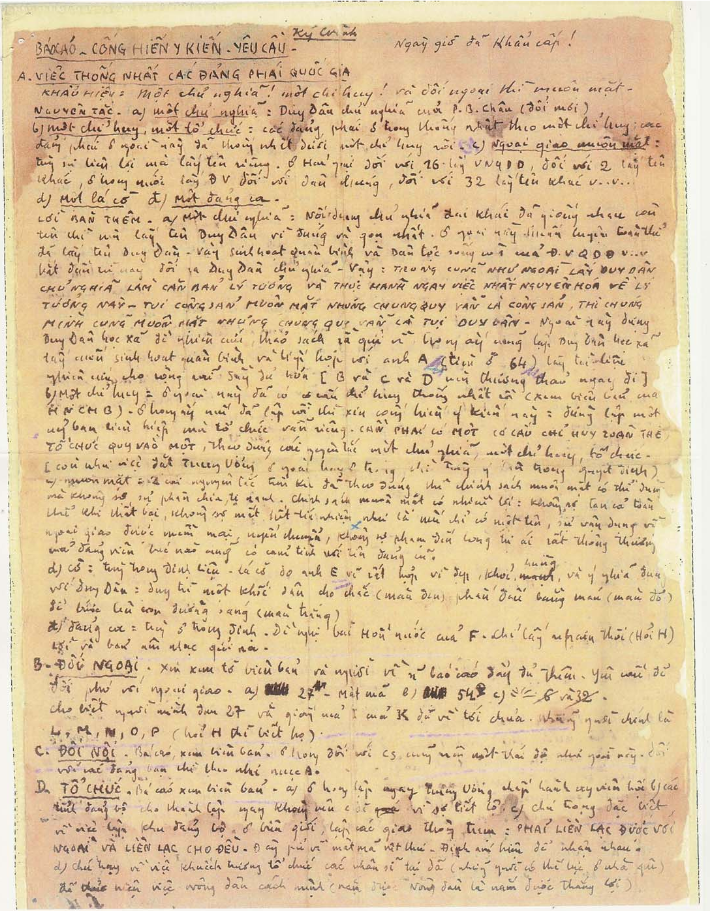
記呈（李東阿）1
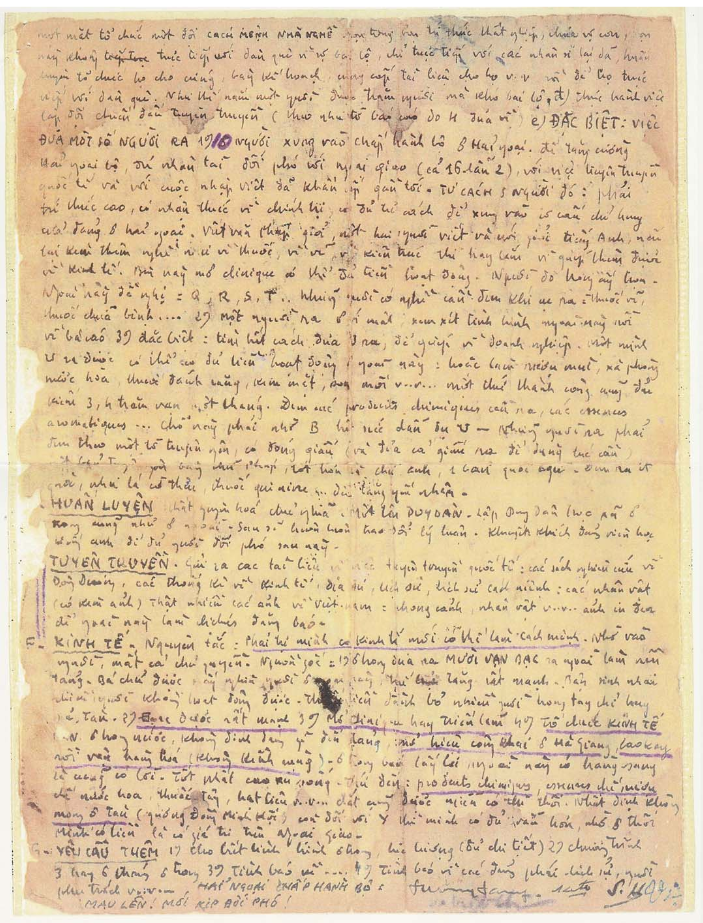
記呈（李東阿）2
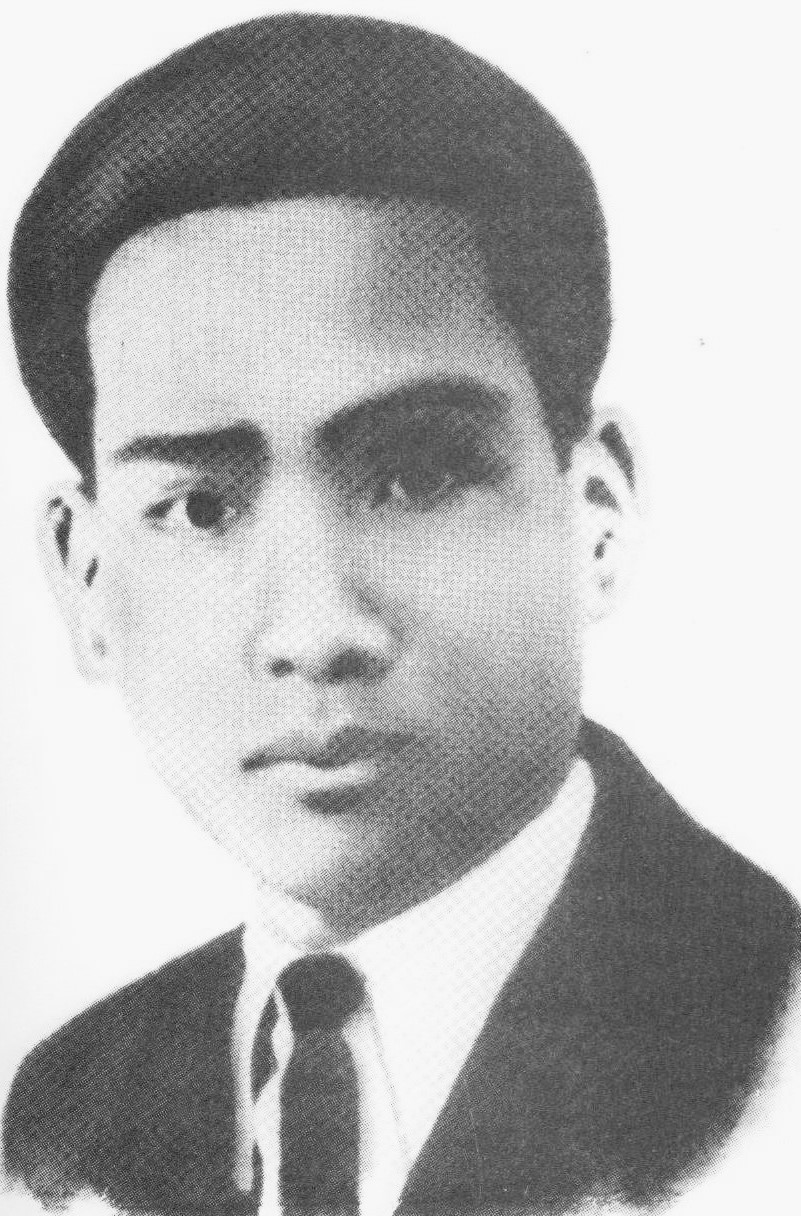
張子英
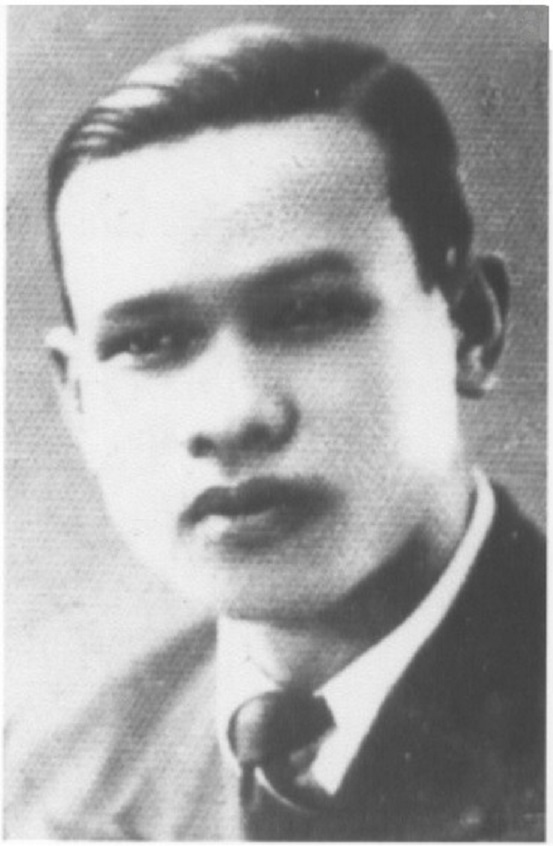
黎康秘名黎寧《白星旗》党歌作者，可能在1947年初與其他民族主義者一起被處決
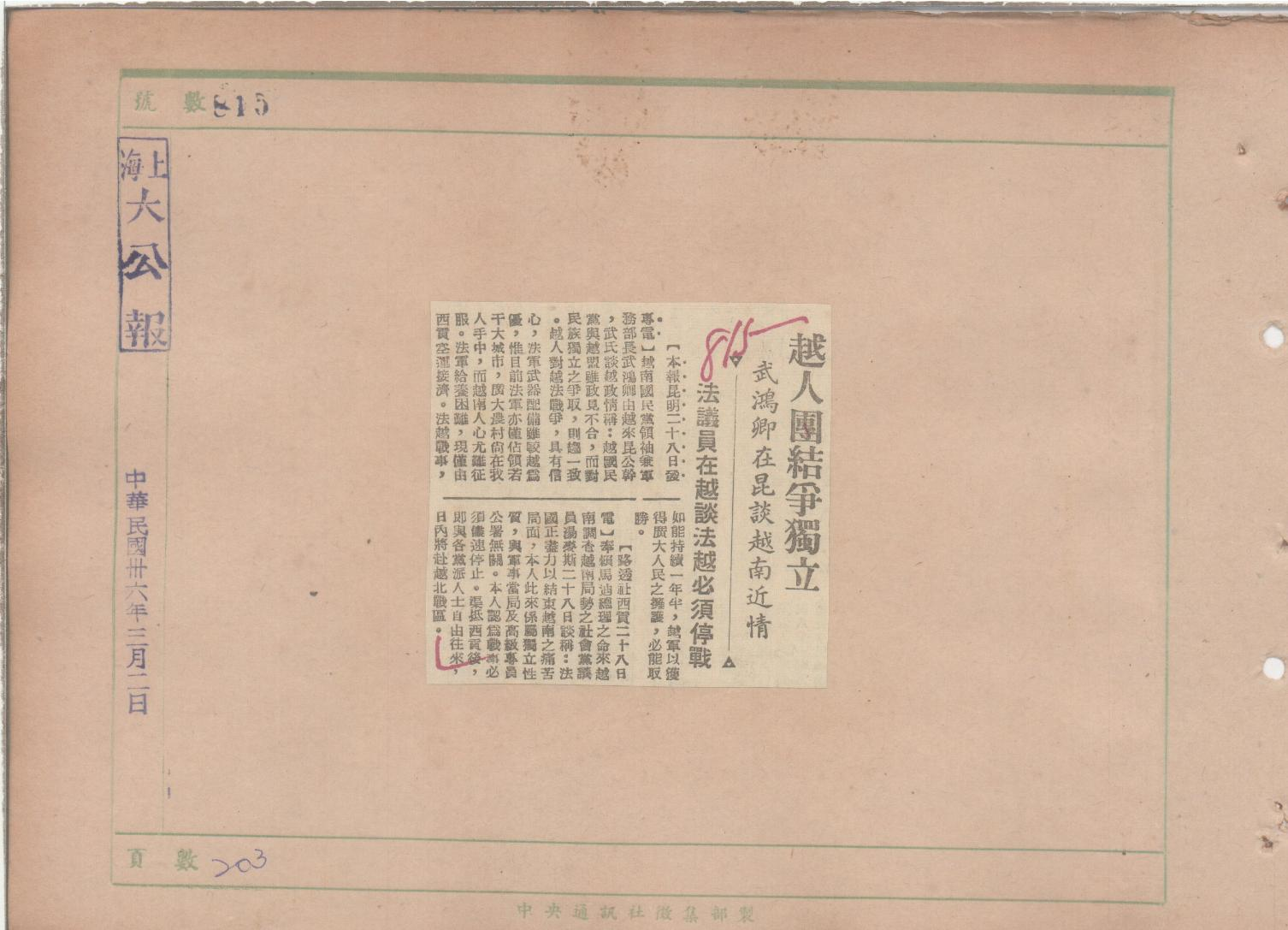
1946年武鴻卿